# アルファ部隊 (ベラルーシ)

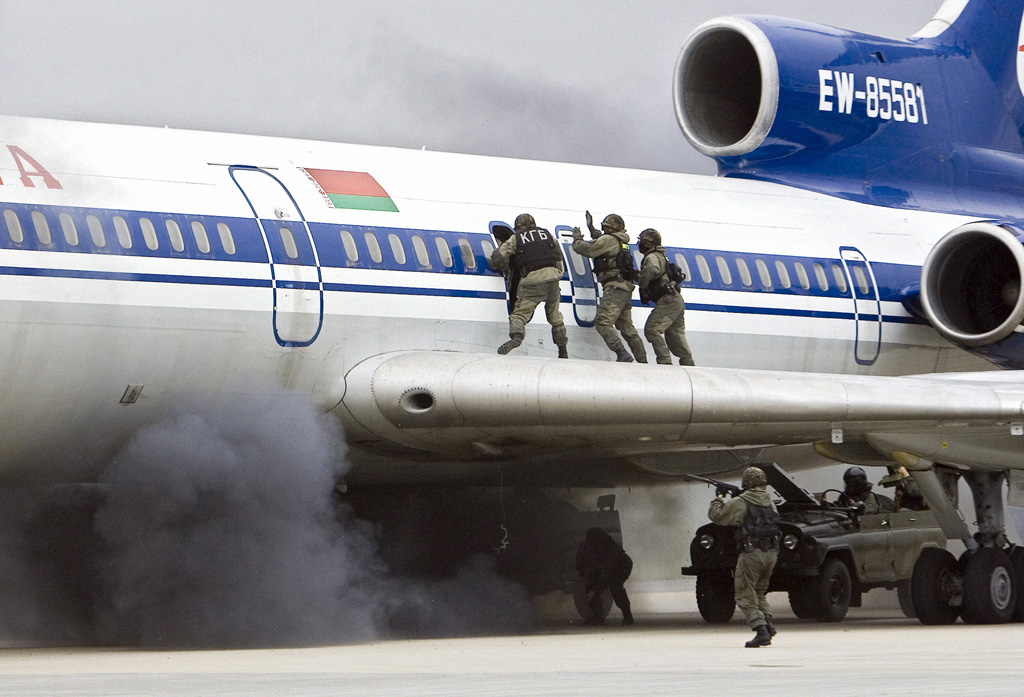
対ハイジャック訓練に参加するアルファ部隊

アルファ部隊(ベラルーシ語: Альфа)はベラルーシ国家保安委員会(KGB)傘下の対テロ特殊部隊。

## 概要
旧ソビエト連邦のアルファ部隊ミンスク支部を起源に持つ。1991年のソ連崩壊後にベラルーシKGBに指揮権が移管した。
2020年、反政府デモ鎮圧時の市民への攻撃により司令官のセルゲイ・ズブコフおよびアルファ部隊は欧米諸国の制裁対象になった。

## 出動事例
- アフガニスタン紛争 (1978年-1989年)
- 嵐333号作戦
- ベラヴィア航空ハイジャック事件(2014年)
- 2020年-2021年ベラルーシ反政府デモ
  - 抗議デモに参加する民衆に対し制圧活動を実行。
  - 選挙時に工作活動を行っていたワグネル・グループの傭兵達を逮捕。

## 装備
AK-74などロシア製小火器のほかにSIG SAUER P226、H&K MP5などを装備する。これらの武器に関してドイツ政府は販売を否定しており、トルコのMKEK社製などコピー製品を使用していると見られている。